# I Know There's Something Going On
«I Know There's Something Going On» ('Sé que algo está pasando') es una canción grabada en 1982 por la cantante Anni-Frid Lyngstad (Frida), exintegrante del grupo pop sueco ABBA
Fue el primer sencillo extraído de su álbum como solista Something's Going On, lanzado en septiembre de ese año. ABBA haría su última aparición en diciembre de 1982, y todavía lanzaría algunos sencillos en 1983 en algunos países pero el grupo ya estaba disuelto a pesar de no haber anuncio oficial.
La canción fue un gran éxito en todo el mundo durante los años 1982 y 1983, y el único tema realmente reconocido de la carrera en solitario de Frida.
Presenta dos versiones: la original del álbum (5:29 minutos) y la lanzada como sencillo (4:04), con su lado B llamado "Threnody". Se publicó bajo la etiqueta Epic/Universal.
Fue compuesta por el músico británico Russ Ballard y producida  en conjunto por Hugh Padgham y Phil Collins.

## Historia
La grabación comenzó en el Polar Music Studio de ABBA, en Estocolmo, Suecia, en febrero de 1982. Como ABBA se encontraba extraoficialmente en un descanso y en el ocaso de su popularidad, Lyngstad pasó un tiempo en su proyecto en solitario. 
En el momento de la concepción de este tema y su respectivo álbum, Frida quería alejarse del "típico sonido pop ABBA", por lo que exploró influencias más contemporáneas del género electrónico y más cercanas al art rock y el new wave, elementos que eran los que definían el mercado musical de entonces. Para ello, la intérprete se trasladó al Reino Unido en busca de concluir con la producción del álbum que ya había grabado en Suecia con la asistencia del baterista y cantante de Genesis, Phil Collins, un amigo personal.
"I Know There's Something Going On" fue escrita por el cantante inglés Russ Ballard y producida por Collins, quien también colaboró en el coro junto a Lyngstad y tocó la batería, realizado con una base rítmica enérgica y dominante muy repetitiva, casi hipnótica. Resultan también muy notables las participaciones en la guitarra distorsionada a cargo de Daryl Stuermer, el bajo de Mo Foster y los teclados de John Peter Robinson,  músicos que ya habían trabajado con Collins y Genesis en particular.
La canción y video se publicó en el otoño europeo de 1982 y se convirtió en un éxito masivo. Alcanzó al número 1 en Francia (pasó cinco semanas en la parte superior), Bélgica , Suiza y Costa Rica y fue un Top 10 hit en toda Europa, así como en Australia y Sudáfrica .
En los Estados Unidos, la canción alcanzó el puesto # 13, su único ingreso a Billboard Hot 100. Curiosamente, en el Reino Unido la pieza tuvo un suceso muy discreto y sólo alcanzó el puesto # 43 en septiembre de 1982, pero pasó siete semanas dentro del Top 75.
Este sencillo vendió 3,5 millones de copias en todo el mundo e hizo mucho mejores ventas que los últimos sencillos de ABBA que grabó y lanzó en 1982.
A pesar de que sus siguientes dos sencillos extraídos "To Turn The Stone" y "Here We'll Stay" fueron rotundos fracasos comerciales, el álbum Something's Going On  es el proyecto en solitario de mayores ventas de cualquiera de todos los publicados por los exmiembros de ABBA hasta la fecha.
Para la promoción del álbum y el sencillo, se lanzó un documental de una hora para la televisión acerca de cómo se realizó y está incluido en Frida – The DVD. El proceso de grabación de todo, desde el primer día en el estudio hasta la fiesta de lanzamiento, fue filmado por la televisión sueca Sveriges Television (SVT). Este documental incluye entrevistas con Frida y Phil, además de Björn y Benny de ABBA, así como todos los músicos que tocan en el álbum.

## Lista de popularidad
| Lista                                           | Posición |
| ----------------------------------------------- | -------- |
| Bélgica Top 30 BRT Singles Chart                | 1        |
| Bélgica Top 30 Humo Singles Chart               | 1        |
| Costa Rica Top 50 Radio Uno Chart               | 1        |
| Francia Top 30 Singles Chart                    | 1        |
| Suiza Top 100 Singles Chart                     | 1        |
| Austria Top 75 Singles Chart                    | 3        |
| Noruega Top 20 VG Singles Chart                 | 3        |
| Holanda Top 30 National Hitparade Singles Chart | 3        |
| Holanda Dutch Top 40 Singles Chart              | 3        |
| Polonia Top 40 Trójka Radio Chart               | 3        |
| Suecia Top 60 Sverige Singles Chart             | 3        |
| Alemania Top 50 Singles Chart                   | 5        |
| Australia Top 50 ARIA Singles Chart             | 5        |
| Sudáfrica Top 20 Springbok Singles Chart        | 5        |
| Italia Hit Parade Singles Chart                 | 7        |
| Finlandia Top 40 YLE Singles Chart              | 7        |
| Billboard Hot 100                               | 13       |
| Irlanda Top 30 IRMA Singles Chart               | 23       |
| Canadá Top 50 Singles Chart                     | 30       |
| UK Singles Chart                                | 43       |

## Video musical
El video musical fue dirigido por Stuart Orme y filmado en varios lugares de Londres, Inglaterra, a principios de julio de 1982. 
El video recibió una fuerte promoción en MTV debido al éxito de la canción en todo el mundo.
El audiovisual muestra a Frida como una mujer joven con una relación en problemas. A continuación, descubre a través de fotos tomadas en una sesión de moda que su marido o amante está viendo a otra mujer.
El video está incluido en Frida – The DVD

## Lanzamiento
- Lado A:

1. I Know There's Something Going On 4:04 (Single Edit).

- Lado B:

1. Threnody 4:16 (versión del álbum).

## Otras versiones
- En 1992, la banda disco italiana Co.Ro. hizo su versión para un sencillo.

- En 2006, la banda estadounidense de electro-rock Luxxury hizo su versión para su álbum debut Rock and Roll is Evil.

- En 2006, Tre_Lux la incluyó en su álbum de covers "A Strange Gathering".

- En 2007, la agrupación alemana Wild Frontier la incluyó en su álbum Bite The Bullet.

- En 2009, el grupo estadounidense electrónico Sleepthief hizo su versión con la cantante Roberta Carter-Harrison.

- En 2016, el cantante noruego Jorn Lande ( ex-Masterplan, ex-Vagabond, ex-Ark, Avantasia, Allen-Lande. ...), la incluye en su nuevo álbum titulado"Heavy Rock Radio", demostrando una vez más su versatilidad y reafirmando su puesto como mejor cantante del género.

## Usos de la canción
- En 2002, el grupo de hip hop finlandés Bomfunk MC's utilizó la canción como base para su éxito llamado " "(Crack It!) Something Goin' On". El coro fue realizado por la cantante sueca Jessica Folcker.
- En 2009, el tema fue muestreado por el artista canadiense k-os para la canción "Eye Know Something" de su álbum Yes! .

## Apariciones en otros medios
En la serie animada de MTV Daria, la canción fue incluida en los créditos finales del episodio # 406, titulado "I Loathe a Parade".

## Créditos
- Anni-Frid Lyngstad – voz principal, coros
- Phil Collins – batería, coros, percusión
- Mo Foster - bajo
- Daryl Stuermer - guitarra
- John Peter Robinson – teclados

| Predecesor: "Hard to Say I'm Sorry" de Chicago | Top 100 Singles Chart - Sencillo #1 3 de octubre de 1982 - 10 de octubre de 1982 (2 semanas) | Sucesor: "Words" de F. R. David |

- Datos: Q3147110